# 鳥取市立稲葉小学校
鳥取市立稲葉小学校（とっとりしりつ いなばしょうがっこう）は、かつて鳥取県鳥取市滝山にあった公立小学校である。

## 概要
1952年（昭和27年）4月の鳥取大火により市街地周辺地区の宅地化が進められ、旧鳥取連隊練兵場を含む岩倉や立川町五丁目方面には旭町・緑町・稲葉丘などの住宅地が誕生し児童数が急増した。このため6学級規模の当校では児童の収容が不可能となったことから新たに鳥取市立稲葉山小学校が移転設立され、閉校となった。

## 沿革
- 1873年（明治6年）1月 - 卯垣村19番地に民家を借りて卯垣小学校が開校。校区は卯垣村・滝山村・小西谷村・岩倉村。また百谷村に支校を置いた。のちに卯垣村・滝山村・岩倉村に独立の学校を置くこととし、百谷村の支校は滝山村に属した。
- 1875年（明治8年）1月 - 卯垣10番地に5ヶ村連合の校舎をつくり移転。
- 1884年（明治17年）7月 - 学区変更により卯垣村・滝山村・小西谷村・百谷村は立川小学校に、岩倉は宮ノ下小学校に合併される。なお百谷村には分校が置かれた。
- 1887年（明治20年）1月 - 尋常簡易小学校の設置区域位置改正により百谷村に簡易科を設置。
- 1889年（明治22年）10月1日 - 町村制の施行により、卯垣村・小西谷村・滝山村・百谷村・岩倉村が合併して稲葉村が発足。
- 1890年（明治23年）
  - 3月 - 稲葉村発足に伴い、大字滝山（廃校までの所在地）に小学校新設を決定。
  - 9月13日 - 竣工。
  - 9月16日 - 開校式挙行。
- 1892年（明治25年）9月 - 改正小学校令により簡易科を廃止、稲葉尋常小学校と称す。
- 1901年（明治34年）5月 - 校舎増築。
- 1914年（大正3年）
  - 4月 - 高等科を併置し、稲葉尋常高等小学校と改称。
  - 6月 - 鳥取県師範学校の代用付属小学校となる。
- 1915年（大正4年）6月 - 村立稲葉農業補習学校を附設。。
- 1926年（大正15年）7月1日 - 青年訓練所を附設。
- 1932年（昭和7年）
  - 3月31日 - 稲葉青年訓練所廃止[3]。
  - 4月1日 - 稲葉村が鳥取市に編入、市に移管。
- 1941年（昭和16年）4月1日 - 国民学校令により稲葉国民学校と改称。
- 1947年（昭和22年）4月1日 - 学制改革により鳥取市立稲葉小学校と改称。
- 1952年（昭和27年） - 立川町四丁目191番地（現・卯垣二丁目）に新築移転することを決定。
- 1953年（昭和28年）
  - 8月1日 - 稲葉小学校区全部と修立小学校区の一部（当時の立川町三・四・五丁目および緑町・朝日町）を統合して稲葉山小学校が開校。稲葉小学校閉校。
  - 8月11日 - 稲葉山小学校の入校式を挙行。

（参考文献：鳥取市七十年 : 市史533・534頁）

## 通学区域
- 旧稲葉村域

## 進学先中学校
- 鳥取市立東中学校